# Saint-Jean-de-Chevelu
Saint-Jean-de-Chevelu ist eine französische Gemeinde mit 837 Einwohnern (Stand 1. Januar 2022) im Département Savoie in der Region Auvergne-Rhône-Alpes. Sie gehört zum Kanton Bugey savoyard im Arrondissement Chambéry und ist Mitglied im Gemeindeverband Yenne.

## Geographie

### Lage
Saint-Jean-de-Chevelu liegt auf 232 m, etwa 16 Kilometer nordwestlich der Präfektur Chambéry und 77 km östlich der Stadt Lyon (Luftlinie). Das Dorf liegt am Westhang einer Bergkette, die den Lac du Bourget vom Rhonetal trennt. Nachbargemeinden von Saint-Jean-de-Chevelu sind Billième im Norden, La Chapelle-du-Mont-du-Chat und Bourdeau im Osten sowie Saint-Paul im Süden und Westen.

### Topographie
Die Fläche des 12,72 km² großen Gemeindegebiets umfasst einen Abschnitt des südlichen französischen Jura auf der Westseite einer Antiklinalen, die sich zwischen dem Lac du Bourget und dem Rhonetal in Nord-Süd-Richtung erstreckt. Der Gipfelkamm bildet die östliche Gemeindegrenze und umfasst den bis auf 969 m aufragenden Mont de la Charvaz und den  1452 m hohen Molard Noir, ein Gipfel der Dent du Chat. Zwischen diesen beiden Erhebungen ist der Höhenzug einige hundert Meter eingesenkt, dort besteht die 638 m hohe Passüberquerung Col du Chat. Die Antiklinale ist im Bereich von Saint-Jean-de-Chevelu leicht eingeengt und formt einen halbseitigen Talkessel, an dessen Boden sich das Dorf und zwei kleine Seen erstrecken, die Lacs de Chevelu.

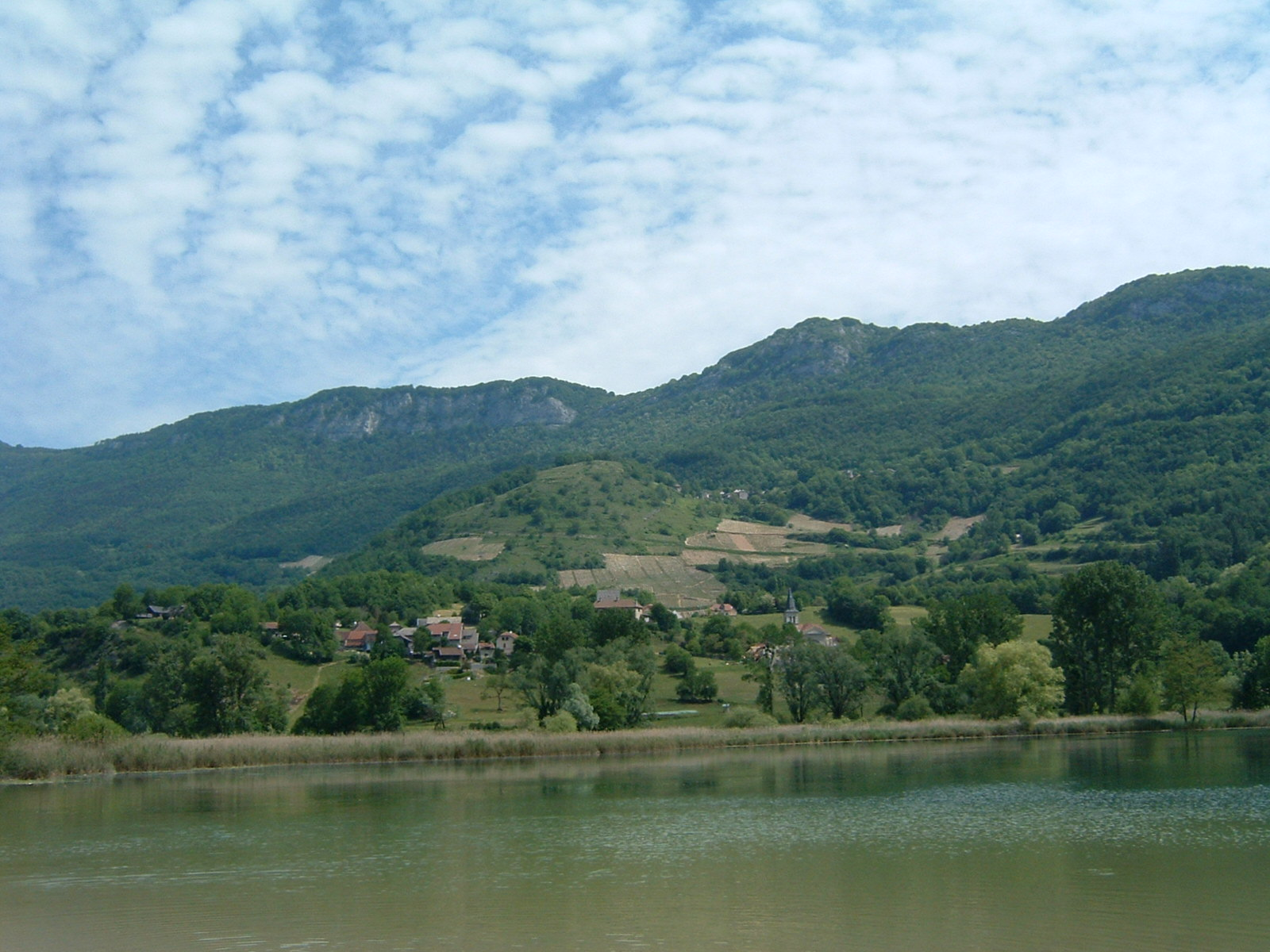
Lac de Chevelu

### Gemeindegliederung
Zu Saint-Jean-de-Chevelu gehören neben dem eigentlichen Ortskern auch mehrere Weilersiedlungen und Gehöfte, darunter:
- Champrond (416 m) und Monthoux (573 m) im Norden der Gemeinde jeweils auf einem Gesteinssockel, der leicht aus dem Fuß des Mont de la Charvaz herausragt,
- Chevelu (320 m) auf der leicht hügeligen Hochebene zwischen Yenne und dem Col du Chat,
- Servagette (392 m) und Vernatel (434 m) am Fuß der Dent du Chat.

## Geschichte

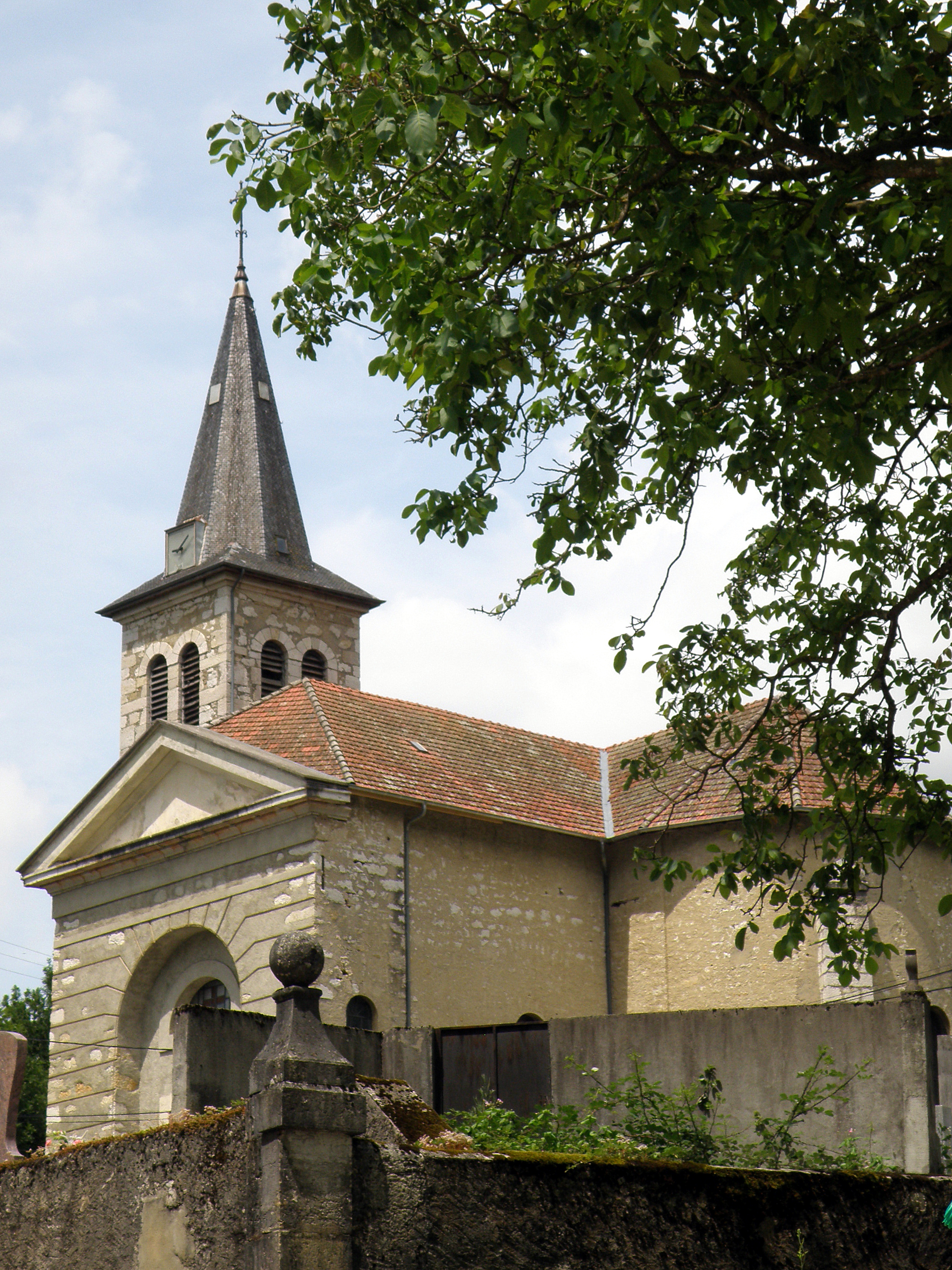
Die Pfarrkirche Saint-Jean-Baptiste

Der Ortsname Chevelu geht auf einen Nachnamen zurück, der 1125 erstmals bei einem Bernardus de Capilluto im Zusammenhang mit dem Ort erwähnt wird. Mit Chevellutum (1238) und im 16. Jahrhundert Capellutium ging er auf den Ort über. Erst 1729 findet sich erstmals der Kirchpatron im Ortsnamen Saint-Jean de Cheveluz. Im Mittelalter gehörte das Gebiet von Saint-Jean von etwa 1100 bis 1514 der Familie von Chevelu, die ihren Herrschaftssitz im Château de Cinne hatten, von dem heute nur noch Ruinen erhalten sind. Während ihrer Herrschaft bauten auf ihrem Gebiet Familienmitglieder und Lehnsmänner weitere Schlösser und feste Häuser, darunter das Maison forte de Gimilieu (12. Jahrhundert), das Maison forte de Prélian (12. Jahrhundert), das Château de Bergin (1314) und das Château de la Forest (14. Jahrhundert).

## Sehenswürdigkeiten
Vom Molard Noir und den benachbarten Gipfeln, die mit einem Wanderweg verbunden sind, bietet sich eine beeindruckende Aussicht sowohl in Richtung Osten mit dem Lac du Bourget und der Stadt Chambéry vor dem Alpenpanorama wie auch auf die Westseite mit den Jura-Höhenzügen hinter der Rhone. Auch im Bereich der beiden Seen besteht ein Wanderweg, darüber hinaus bietet der südlichere See eine Bademöglichkeit.
Die Dorfkirche Saint-Jean-Baptiste wurde im 19. Jahrhundert anstelle eines Vorgängerbaus errichtet. Von den mittelalterlichen Feudalsitzen sind mehrere erhalten, dabei ist das Château de la Forest als monument historique eingeschrieben.

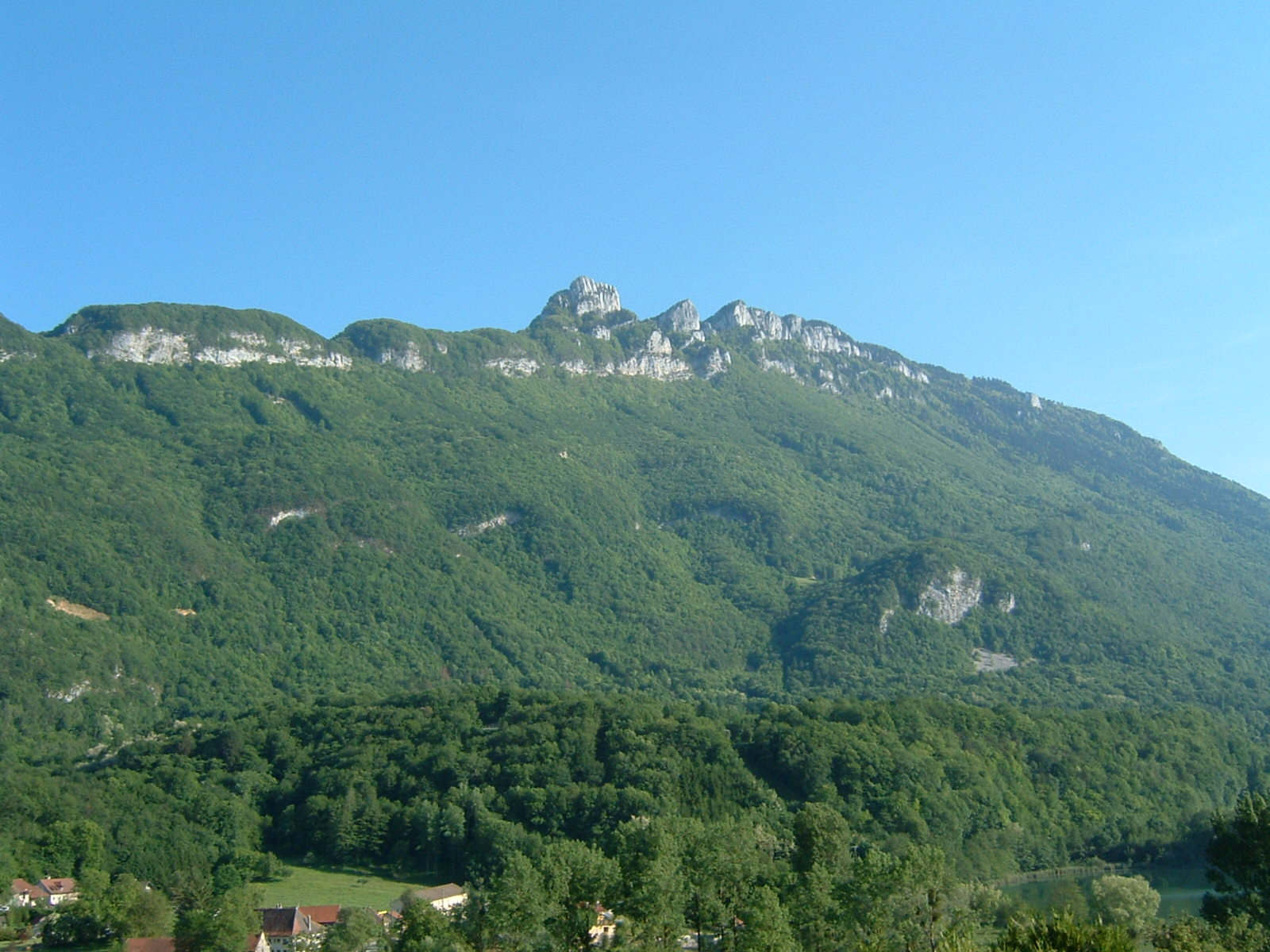
Die Dent du Chat von Saint-Jean-de-Chevelu aus gesehen
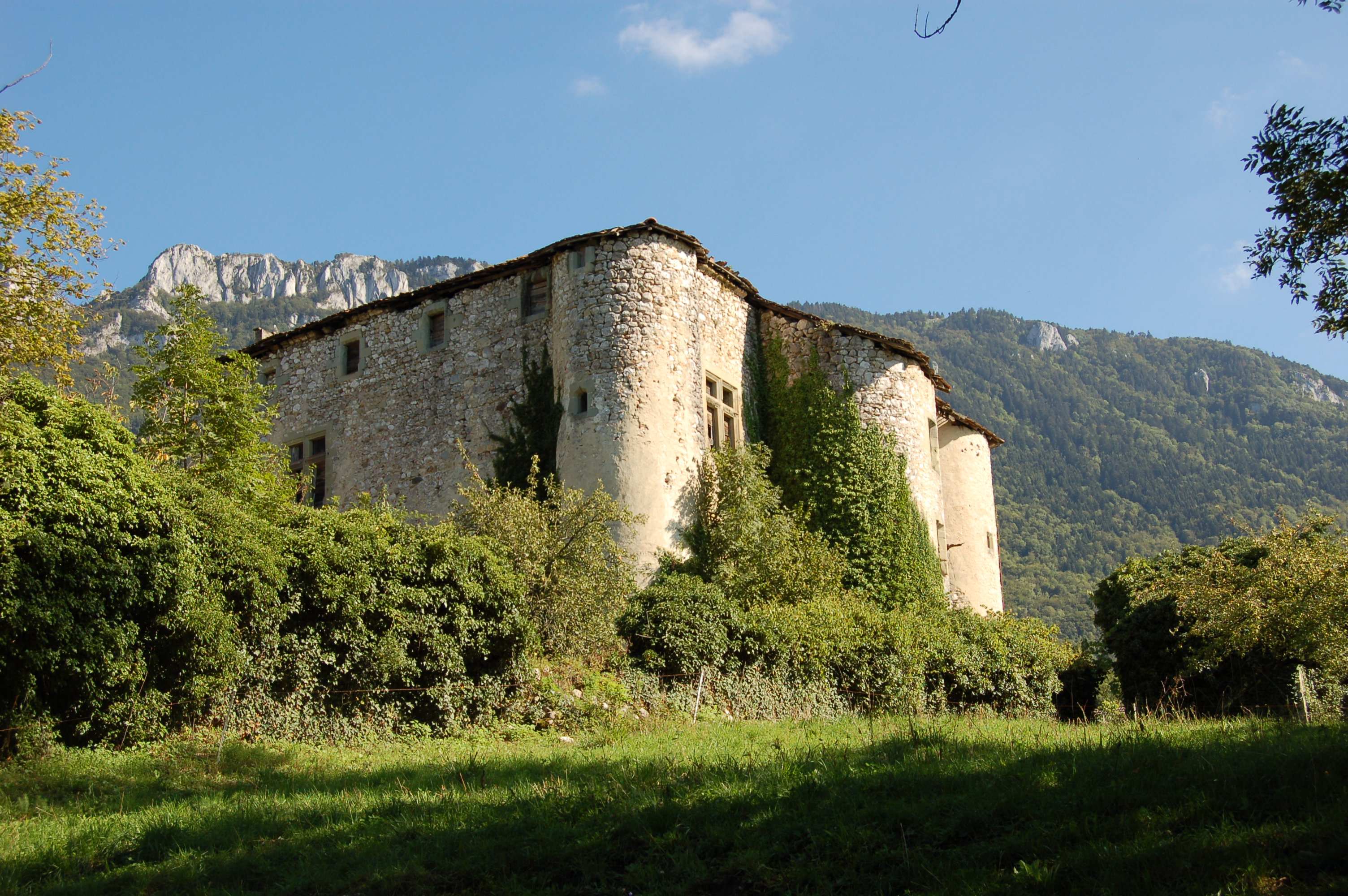
Château de la Forest
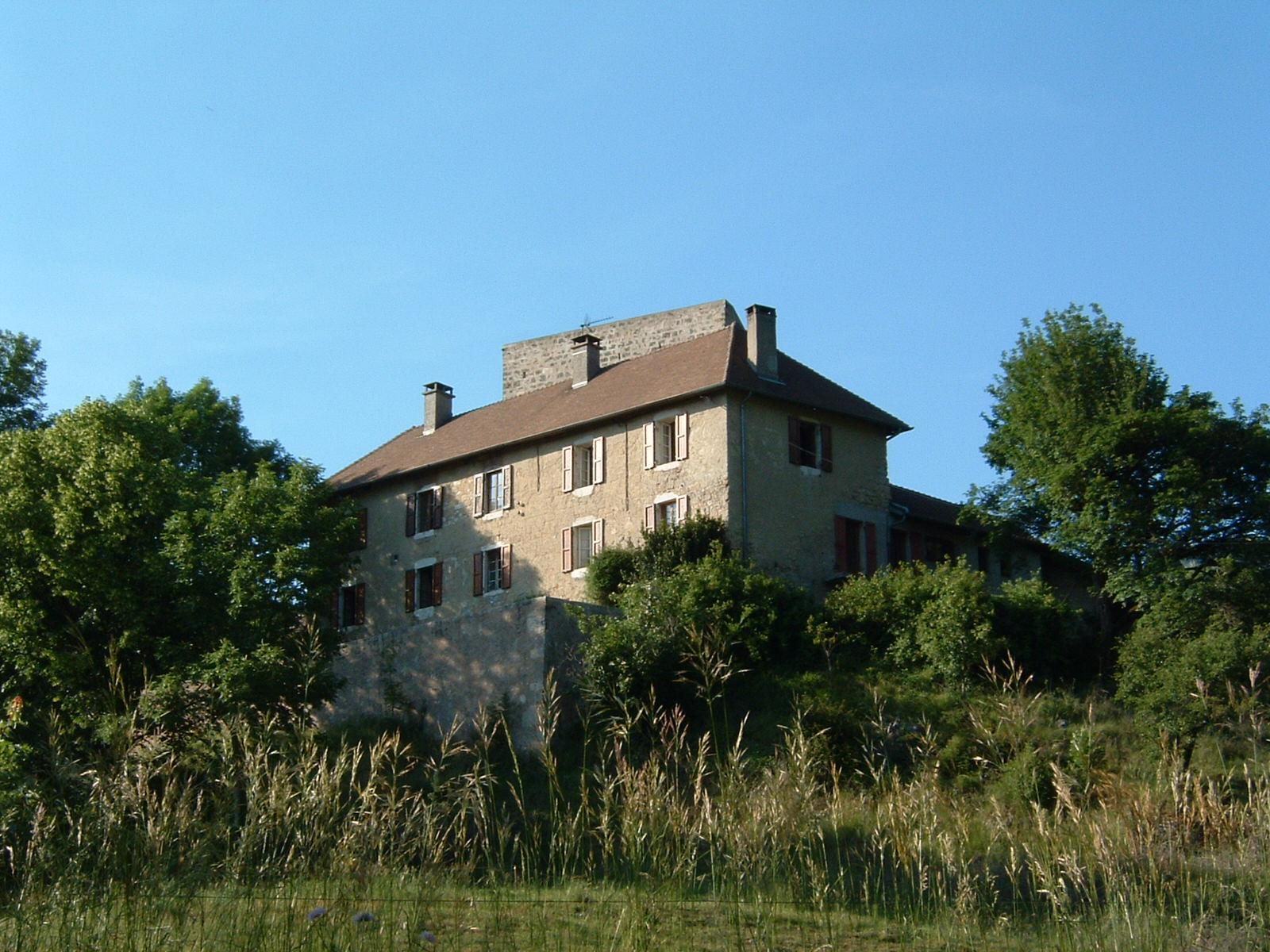
Maison Forte de Prélian
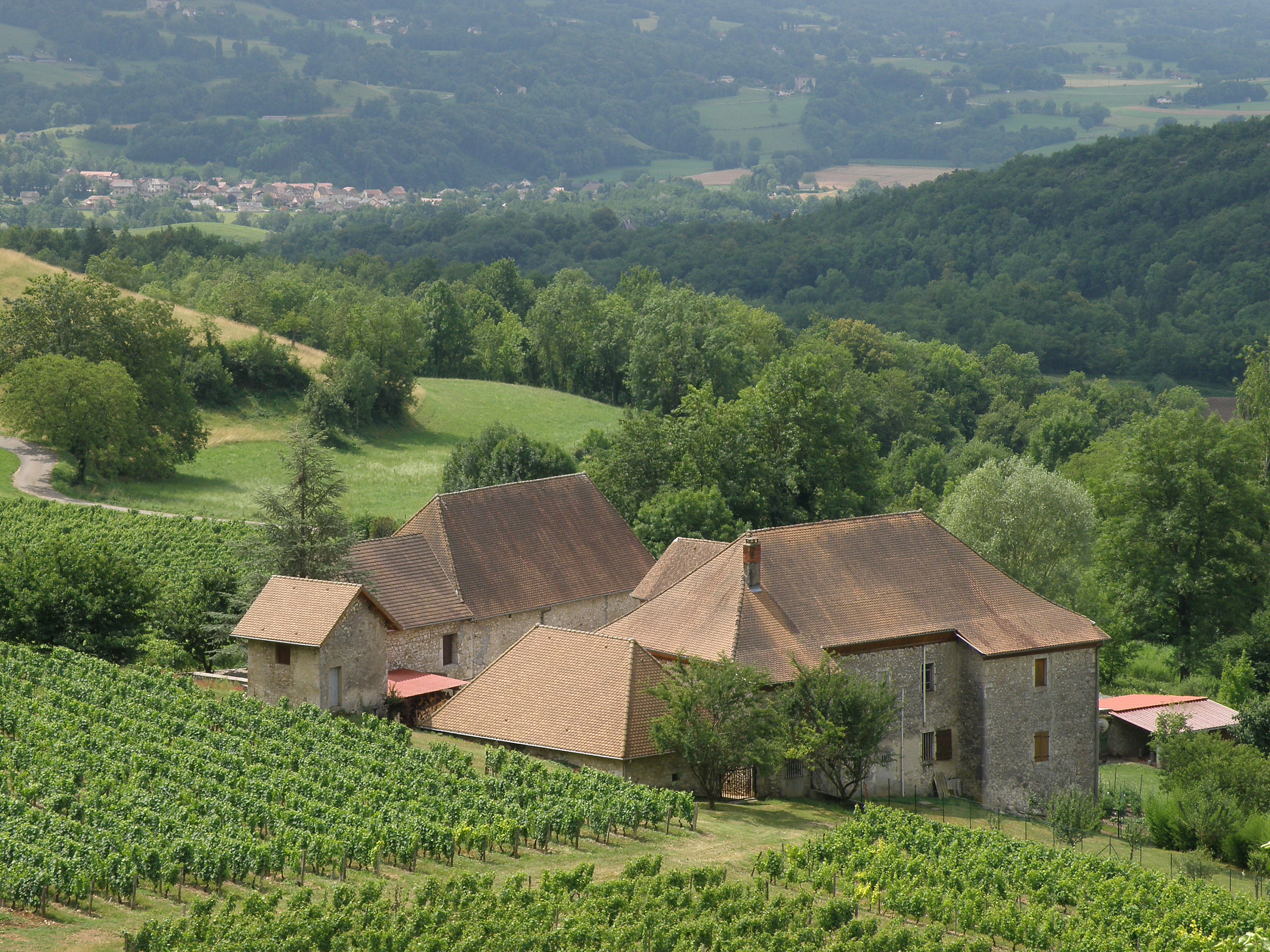
Château de Bergin

## Bevölkerung
| Jahr                       | 1962 | 1968 | 1975 | 1982 | 1990 | 1999 | 2006 | 2011 |
| Einwohner                  | 377  | 366  | 338  | 307  | 485  | 584  | 691  | 761  |
| Quellen: Cassini und INSEE |      |      |      |      |      |      |      |      |

Mit 837 Einwohnern (Stand 1. Januar 2022) gehört Saint-Jean-de-Chevelu zu den kleinen Gemeinden des Département Savoie. Nachdem die Einwohnerzahl in der ersten Hälfte des 20. Jahrhunderts rückläufig war (1901 wurden noch 690 Einwohner gezählt), wurde seit den 1990er Jahren dank der Wohnlage wieder eine Bevölkerungszunahme verzeichnet. Die Ortsbewohner von Saint-Jean-de-Chevelu heißen auf Französisch Chevelan(e)s.

## Wirtschaft und Infrastruktur
Saint-Jean-de-Chevelu war bis weit ins 20. Jahrhundert hinein ein vorwiegend durch die Landwirtschaft geprägtes Dorf. Von Bedeutung ist insbesondere der Weinbau am Fuß des Mont de la Charvaz. Das Dorf liegt in der Weinbauregion Savoie, in der Weiß-, Rosé- und Rotweine verschiedener Rebsorten als AOC Vin de Savoie vermarktet werden. Darüber hinaus liegt der Ort noch im Geltungsbereich der strengeren Herkunftsbezeichnung Vin de Savoie Jongieux. Diese gilt für Weißweine mit Jacquère als Hauptrebsorte (mindestens 80 % Rebbestand) sowie für Rotweinverschnitte aus Gamay, Mondeuse und Spätburgunder. Weißweine aus der Rebsorte Altesse (lokal Roussette genannt) dürfen außerdem unter der geschützten Herkunftsbezeichnung Roussette de Savoie hergestellt werden.
Daneben gibt es heute einige Betriebe des lokalen Kleingewerbes. Mittlerweile hat sich das Dorf auch zu einer Wohngemeinde entwickelt. Viele Erwerbstätige sind Wegpendler, die in den größeren Ortschaften der Umgebung, vor allem im Raum Aix-les-Bains und Chambéry, ihrer Arbeit nachgehen.
Die Ortschaft liegt direkt an der Departementsstraße D1504, die als ehemalige Nationalstraße N504 von Ambérieu-en-Bugey nach Chambéry führt. Diese durchquert den Mont du Chat in einem 1932 eröffneten, 1,5 km langen Tunnel, der zur Hälfte auf dem Gemeindegebiet liegt. Er erleichtert die Anbindung an den Großraum Chambéry mit seinem Flughafen, SNCF-Bahnhof und Anschlüssen an die Autobahnen A41 und A43. Weitere Straßenverbindungen bestehen mit den Nachbargemeinden Billième und Saint-Paul.
In Saint-Jean-de-Chevelu befindet sich eine staatliche école primaire (Grundschule mit eingegliederter Vorschule).